# Disa (1877)

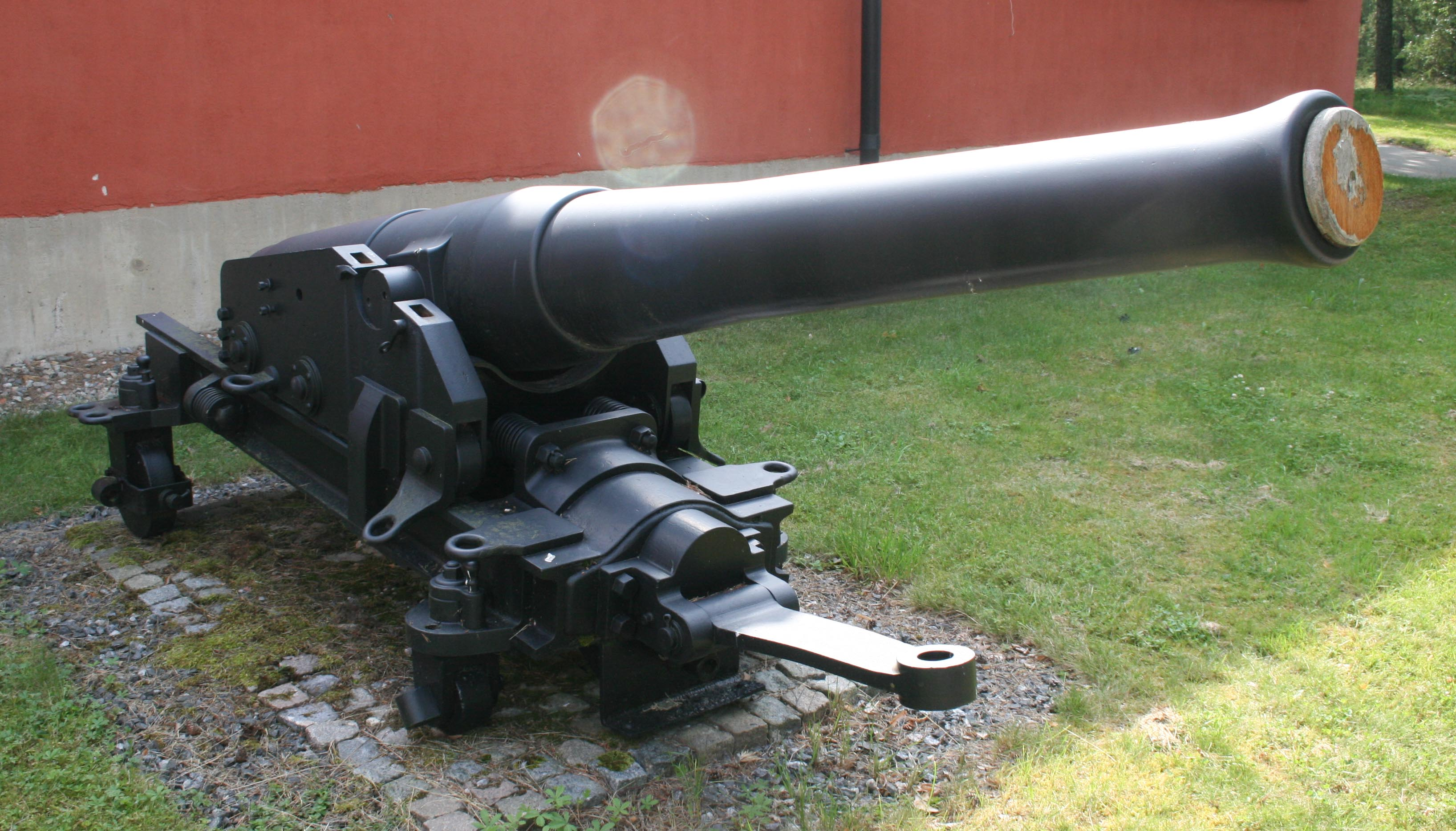
Kanon från Disa i Berga örlogsbas

Disa, officiellt HM kanonbåt Disa, var en kanonbåt i svenska flottan. Hon byggdes av Karlskronavarvet och sjösattes den 21 april 1877. Hon var försedd med två master och kunde föra upp till 430 m² segel. Fick 1892 ett nytt manövertorn försett med 51 mm tjock pansar. Blev 1915 depåfartyg. Efter utrangeringen 1925 användes hon som målfartyg och sänktes 1927 av HMS Drottning Victoria under en skjutövning.